# アイソグリッド構造
アイソグリッド構造（アイソグリッドこうぞう）とは、連続した正三角形の補強部分（リブ）を伴う面で構成される軽量化と強度を両立した構造である。
厚板を削りだす方法は、数値制御工作機械の普及により主に航空機やロケットで使用されるようになった。
プレス機械により成型で製造するものは車両などで使用されている。